# 오고웨이빈도주

오고웨이빈도 주

오고웨이빈도주(프랑스어: Ogooué-Ivindo)는 가봉의 주로 주도는 마코쿠이며 면적은 46,075km2, 인구는 64,163명(2010년 기준)이다. 북동쪽과 동쪽으로는 콩고 공화국과 국경을 접하며 남동쪽으로는 오트오고웨 주, 남쪽으로는 오고웨롤로 주, 남서쪽으로는 응구니에 주, 서쪽으로는 무아얭오고웨 주, 북쪽으로는 월뢰은템 주와 접한다. 4개 현을 관할한다.